# Le Roi David
Le Roi David (koning David) is een muziekstuk van Arthur Honegger.
Honegger componeerde het in 1921 bij een lyrisch toneelstuk van René Morax, directeur van Théâtre du Jorat in Mézières (Vaud) (Zwitserland). Het stuk volgt het leven van David aan de hand van een twintigtal schilderijen. In 1923 werd het gereorchestreerd en in Zwitserland voorgedragen als oratorium, in het Duits. In het jaar erna werd het vertaald naar het Frans en werd het in Parijs en Rome opgevoerd.
Het oratorium werd door critici ontvangen als een innoverend muziekstuk. Het blies niet alleen nieuw leven in het genre van oratorium, maar was ook een inspiratie voor de opkomst van de atonale muziek en het serialisme.